# Christian Müller (Journalist, 1969)

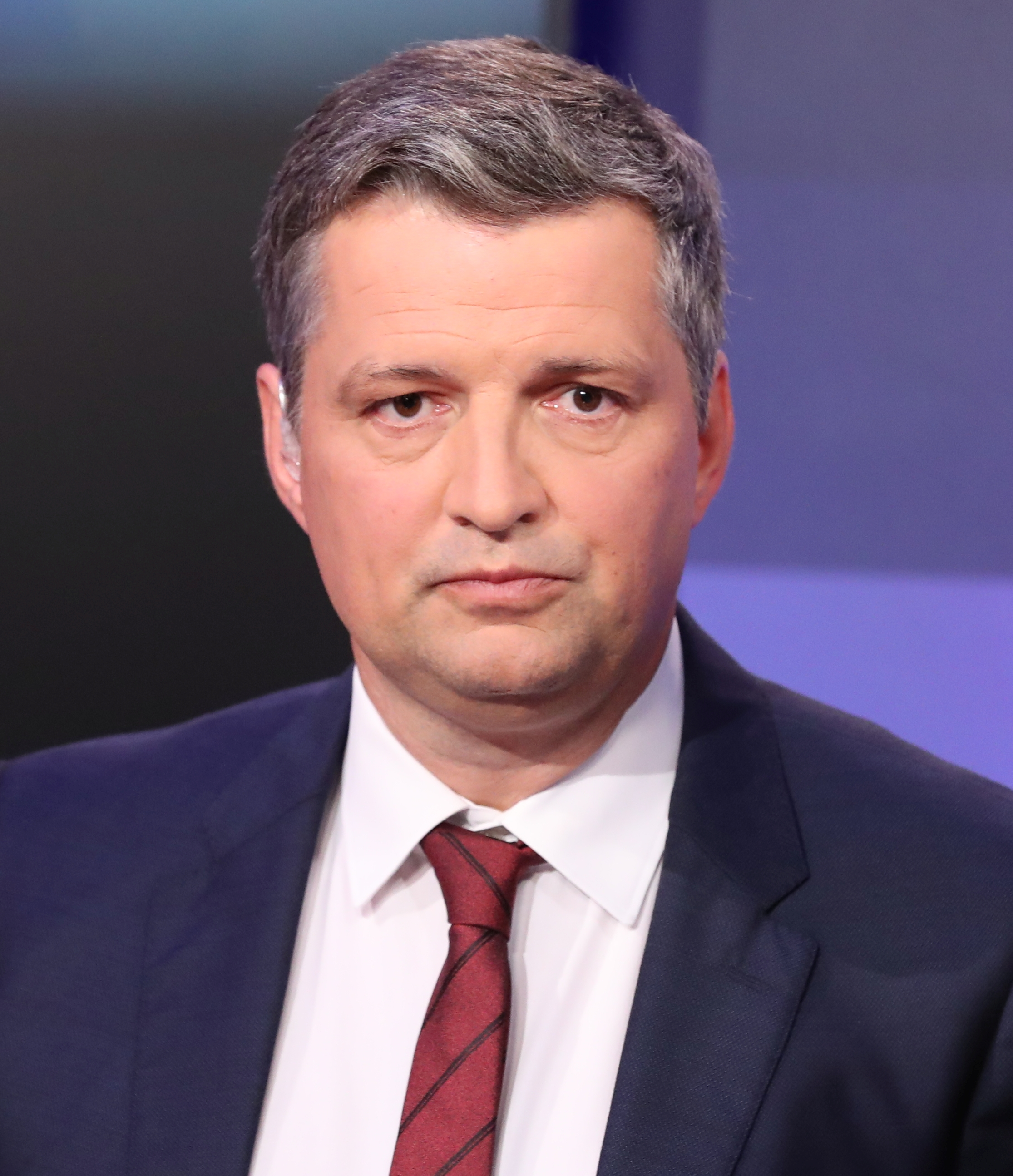
Christian Müller (2019)

Christian Müller (* 1969 in Gera, Deutsche Demokratische Republik) ist ein deutscher Journalist und Fernsehmoderator.

## Leben
Müller, der aus dem thüringischen Gera stammt und dort auch aufwuchs, begann Ende der 1980er-Jahre mit verschiedenen Tätigkeiten im journalistischen Bereich. Er war zunächst Jugend-Korrespondent der örtlichen Tageszeitung, später als Moderator und Reporter für den Radiosender Sender Weimar beim Rundfunk der DDR tätig. Nach der Wende und friedlichen Revolution wurde er Mitarbeiter des Mitteldeutschen Rundfunks. Seit 1991 ist er als Sportreporter für das MDR Thüringen Journal tätig. Mitte der 1990er-Jahre absolvierte er ein Studium der Kommunikationswissenschaft in Berlin. Seit dem Ende dieses Studiums ist er zudem als Moderator im Studio des Thüringen Journals an der Seite von Aline Thielmann, Susann Reichenbach sowie Steffen Quasebarth, Kommentator bei Festumzügen oder Reporter von Sportevents und politischen Ereignissen tätig.
Müller ist Vater von vier Kindern.